# Ramotswa
Ramotswa – miasto w południowej Botswanie, położona na południowy zachód od stolicy kraju, Gaborone, w Dystrykcie South East. Miasto może być uznane za wchodzące w skład konurbacji Gaborone. Według spisu ludności przeprowadzonego w 1991 roku Ramotswa liczyło 18 683 mieszkańców, a w 2001 roku 20 680.